# Andreas Weber
Andreas Weber (* 4. listopadu 1967) je německý biolog, biosemiotik, filosof a novinář.

## Životopis
Studoval biologii a filosofii v Berlíně, Freiburgu, Hamburku a Paříži. Roku 2003 získal doktorát z filosofie s disertační prací Natur als Bedeutung. Versuch einer semiotischen Theorie des Lebendigen . Pracoval jako novinář pro publikace jako Die Zeit, GEO, Merian a Greenpeace Magazin . Žije v Berlíně a Itálii se svou ženou a dvěma dětmi.
Ve svých monografiích, např. Alles fühlt. Mensch, Natur und die Revolution der Lebenswissenschaften (2007, česky Cítí, tedy je, Malvern 2022), Biokapital. Die Versöhnung von Ökonomie, Natur und Menschlichkeit (2008) a Lebendigkeit, Eine erotische Ökologie (2015) představuje svou interpretaci subjektivního vnímání a krásy jakožto základ pro interpretaci světa. Zaobírá se vztahem člověka ke světu a ekologií.
Jeho zájmem je rovněž súfismus, jehož je i duchovním učitelem.

### Anglicky nebo překlady děl do angličtiny
- Enlivenment. Towards a Fundamental Shift in the Concepts of Nature, Culture and Politics. Heinrich-Böll-Stiftung, Berlin 2013, ISBN 978-3-86928-105-6.
- The Biology of Wonder: Aliveness, Feeling and the Metamorphosis of Science. New Society Publishers 2016, ISBN 978-0-86571-799-2.